# Griswoldia
Genre
Synonymes
- Machadonia Lehtinen, 1967 nec Bournier, 1965

Griswoldia est un genre d'araignées aranéomorphes de la famille des Zoropsidae.

## Distribution
Les espèces de ce genre sont endémiques d'Afrique du Sud.

## Liste des espèces
Selon World Spider Catalog (version 17.0, 20/05/2016) :
- Griswoldia acaenata (Griswold, 1991)
- Griswoldia disparilis (Lawrence, 1952)
- Griswoldia leleupi (Griswold, 1991)
- Griswoldia meikleae (Griswold, 1991)
- Griswoldia melana (Lawrence, 1938)
- Griswoldia natalensis (Lawrence, 1938)
- Griswoldia punctata (Lawrence, 1942)
- Griswoldia robusta (Simon, 1898)
- Griswoldia sibyna (Griswold, 1991)
- Griswoldia transversa (Griswold, 1991)
- Griswoldia urbensis (Lawrence, 1942)
- Griswoldia zuluensis (Lawrence, 1938)

## Étymologie
Ce genre est nommé en l'honneur de Charles Edward Griswold.

## Publication originale
- Lehtinen, 1967 : Classification of the cribellate spiders and some allied families, with notes on the evolution of the suborder Araneomorpha. Annales Zoologici Fennici, vol. 4, p. 199-468.
- Dippenaar-Schoeman & Jocqué, 1997 : African Spiders: An Identification Manual. Plant Protection Research Institute Handbook, no 9, Pretoria, p. 1-392.